# IronE Singleton
Robert "IronE" Singleton (Atlanta, 30 de novembre de 1975) és un actor estatunidenc. Va ser també jugador de futbol a l'equip Georgia Bulldogs el 1998. És conegut sobretot per la seva interpretació del personatge de Theodore "T-Dog" Douglas a la sèrie de televisió The Walking Dead.

## Primers anys de vida
Singleton va néixer i va créixer a Atlanta, Geòrgia. Es va graduar a la Universitat de Geòrgia, on es va especialitzar en comunicació oral i teatre. Va jugar a la defensa defensiva dels Georgia Bulldogs durant dos anys fins que Champ Bailey, Kirby Smart i diversos altres defensors defensius molt reclutats es van unir a l'equip. Després es va canviar per tornar a córrer.

## Filmografia

### Cinema
| Any  | Títol                              | Paper            | Notes           |
| ---- | ---------------------------------- | ---------------- | --------------- |
| 1996 | Fugitius encadenats                | Chef             | No acreditat    |
| 2000 | Remember the Titans                | Football Player  | No acreditat    |
| 2003 | Dead Wait                          | Joon             | Curt            |
| 2005 | El clan dels trencalossos          | Inmate with Sign | No acreditat    |
| 2006 | Somebodies                         | Janoah           |                 |
| 2007 | Riff                               | Osiel            | Curt Pel·lícula |
| 2009 | The blind side: Un somni possible' | Alton            |                 |
| 2009 | Life 101: Angel's Secret           | Dr. Forest       |                 |
| 2010 | Lottery Ticket                     | Neighbor         |                 |
| 2011 | Seeking Justice                    | Scar             |                 |
| 2013 | A Box for Rob                      | Tim              |                 |
| 2020 | Safety                             | Butch Hassey     |                 |

### Televisió
| Any        | Títol                    | Paper                     | Notes                    |
| ---------- | ------------------------ | ------------------------- | ------------------------ |
| 2008       | Somebodies               | Epitome                   | episodis: 1x01-1x08-1x09 |
| 2009       | One Tree Hill            | Homeless Man              | episodi: 7x02            |
| 2010       | Detroit 1-8-7            | Priest                    | episodi: 1x01            |
| 2010–2012  | The Walking Dead         | Theodore Douglas / T-Dog  | 20 episodis              |
| 2011       | Single Ladies            | Dion                      | episodi: 1x01            |
| 2011; 2014 | Franklin & Bash          | Worker / Judge Bruce Mull | episodis: 1x01-4x01      |
| 2013       | An Amish Murder          | "Glock" Nichols           | Pel·lícula de televisió  |
| 2021       | The Underground Railroad | Mack                      | 2 episodis               |